# Apentamera
Apentamera is een geslacht van zeekomkommers uit de familie Sclerodactylidae.

## Soorten
- Apentamera lepra Deichmann, 1941